# Državna cesta D314
D314 je državna cesta u Hrvatskoj. Ukupna duljina iznosi 2,9 km.